# Elecciones generales de Paraguay de 1968
Las elecciones generales de Paraguay de 1968 se realizaron el 11 de febrero de 1968, para escoger al Presidente y Vicepresidente de la República, Diputados, Senadores (por primera vez tras la aprobación de una nueva constitución), y gobernadores de los departamentos. Estos comicios fueron considerados fraudulentos, ya que se realizaron durante la dictadura autoritaria de Alfredo Stroessner, el cual fue reelegido con un inverosímil 70.92% de los votos. Fueron las segundas elecciones nominalmente multipartidistas de Paraguay, y sería el resultado más bajo obtenido por Stroessner durante su régimen. En el resto de las elecciones, reclamaría haber logrado porcentajes que superaban el 80% de los votos. La participación electoral fue del 73.1% del electorado.

## Resultados

### Presidenciales
| Candidato              | Partido                                            | Votos   | %    |
| ---------------------- | -------------------------------------------------- | ------- | ---- |
| Alfredo Stroessner     | Asociación Nacional Republicana - Partido Colorado | 465.535 | 71.6 |
| Gustavo González       | Partido Liberal Radical                            | 139.622 | 21.5 |
| Carlos Levi Ruffinelli | Partido Liberal (Movimiento Renovación)            | 27.965  | 4.3  |
| Carlos Caballero Gatti | Partido Revolucionario Febrerista                  | 16.871  | 2.6  |
| Votos anulados         | Votos anulados                                     | 6.421   | –    |
| Total                  | Total                                              | 656.414 | 100  |
| Fuente: Nohlen, Lewis  |                                                    |         |      |

### Legislativas
| Partido                                            | Votos   | %    | Diputados | Senadores | +/-   |
| -------------------------------------------------- | ------- | ---- | --------- | --------- | ----- |
| Asociación Nacional Republicana - Partido Colorado | 465.535 | 71.6 | 40        | 20        | 0     |
| Partido Liberal Radical                            | 139.622 | 21.5 | 16        | 9         | Nuevo |
| Partido Liberal (Movimiento Renovación)            | 27.965  | 4.3  | 3         | 1         | -17   |
| Partido Revolucionario Febrerista                  | 16.871  | 2.6  | 1         | 0         | Nuevo |
| Votos en blanco/anulados                           | 6.421   | –    | –         | –         | –     |
| Total                                              | 656.414 | 100  | 60        | 30        | 0     |
| Fuente: Nohlen                                     |         |      |           |           |       |